# Joaquín Vizcaíno
Joaquín Vizcaíno y Martínez Moles, marchese consorte della Casa Pontejos (La Coruña, 21 agosto 1790 – Madrid, 30 settembre 1840), è stato un militare, politico e filantropo spagnolo, sindaco liberale di Madrid e fondatore della prima Cassa di risparmio in Spagna.

## Biografia
Iniziò giovanissimo la carriera militare, nel 1808, combattendo nella guerra d'indipendenza spagnola. Durante il triennio liberale si arruolò nella Milizia nazionale di cavalleria, e fu esiliato nel 1823, dopo il restauro dell'assolutismo.
Nel 1817 sposò Mariana Pontejos e Sandoval, quarta marchesa della casa Pontejos, che aveva 18 anni più di lui ed era due volte vedova. Sua moglie lo accompagnò in esilio e morì nel 1834, poco dopo il ritorno.
Dal 1834 al 1836 fu sindaco di Madrid. Fece importanti miglioramenti, dalla pavimentazione all'illuminazione, alla gestione della città e della corte. Grazie a lui furono piantati numerosi alberi, furono installati servizi igienici pubblici e molte strade furono rinominate. Per soli nove giorni, dal 15 maggio al 24 maggio 1836, fu presidente della Deputazione provinciale di Madrid.
Nel 1838 iniziò a lavorare sulla creazione della "Caja de ahorros y monte de piedad de Madrid", la Cassa di risparmio spagnola, ottenendo importanti sostenitori, come il capitalista Francisco del Acebal. Questa cassa di risparmio fu istituita con regio decreto del 31 ottobre 1838 e aprì i suoi uffici al pubblico il 17 febbraio 1839.
Dall'11 settembre al 18 ottobre 1938 fu di nuovo presidente della Deputazione provinciale di Madrid, e dal 1938 al 1940 fu senatore per la provincia della Coruña.
Morì nella sua villa di Madrid il 30 settembre 1840, a cinquanta anni. Il vedovo marchese di Pontejos era amato dal popolo di Madrid, che onorò la sua memoria con vari monumenti e dando il nome del marchese a tre vie pubbliche della capitale.